# Kvalifikace na Mistrovství světa ve fotbale 2006 (AFC)
Kvalifikace na Mistrovství světa ve fotbale 2006 zóny AFC určila 4 účastníky finálového turnaje a jednoho účastníka mezikontinentální baráže proti čtvrtému celku zóny CONCACAF.
Kvalifikace v této zóně se skládala ze tří fází. Nejhorších 14 týmů podle žebříčku FIFA se účastnilo předkola, kde se celky utkaly systémem doma a venku. Vítězové postoupili do první skupinové fáze, kde se přidali ke 25 nasazeným týmům. Týmy zde byly rozlosovány do osmi skupin po čtyřech. Celky se zde utkaly dvoukolově každý s každým a vítězové všech skupin postoupili do druhé skupinové fáze. Zde bylo 8 týmů rozlosováno do dvou skupin po čtyřech. Ty se zde utkaly opět dvoukolově. První dva týmy z každé skupiny se kvalifikovaly na MS. Reprezentace ze třetích míst se utkaly v baráži o páté místo, která se hrála systémem doma a venku. Její vítěz se následně utkal v mezikontinentální baráži se čtvrtým týmem zóny CONCACAF.

## Předkolo
| Domácí v 1. zápase | Celkem | Hosté v 1. zápase | 1. zápas | 2. zápas |
| ------------------ | ------ | ----------------- | -------- | -------- |
| Turkmenistán       | 13–0   | Afghánistán       | 11–0     | 2–0      |
| Tchaj-wan          | 6–1    | Macao             | 3–0      | 3–1      |
| Bangladéš          | 0–4    | Tádžikistán       | 0–2      | 0–2      |
| Laos               | 0–3    | Srí Lanka         | 0–0      | 0–3      |
| Pákistán           | 0–6    | Kyrgyzstán        | 0–2      | 0–4      |
| Mongolsko          | 0–13   | Maledivy          | 0–1      | 0–12     |

- Měl se také odehrát dvojzápas Guam - Nepál, ale oba týmy se odhlásily, a tak byl seřazen žebříček nepostupujících a nejlepší tým ( Laos) tak dodatečně postoupil.

| Tým         | Z | V | R | P | GV | GI | +/- | B |
| ----------- | - | - | - | - | -- | -- | --- | - |
| Laos        | 2 | 0 | 1 | 1 | 0  | 3  | -3  | 1 |
| Bangladéš   | 2 | 0 | 0 | 2 | 0  | 4  | -4  | 0 |
| Macao       | 2 | 0 | 0 | 2 | 1  | 6  | -5  | 0 |
| Pákistán    | 2 | 0 | 0 | 2 | 0  | 6  | -6  | 0 |
| Afghánistán | 2 | 0 | 0 | 2 | 0  | 13 | -13 | 0 |
| Mongolsko   | 2 | 0 | 0 | 2 | 0  | 13 | -13 | 0 |

## 1. skupinová fáze

### Skupina 1
| Tým       | Z | V | R | P | GV | GI | +/- | B  |
| --------- | - | - | - | - | -- | -- | --- | -- |
| Írán      | 6 | 5 | 0 | 1 | 22 | 4  | +18 | 15 |
| Jordánsko | 6 | 4 | 0 | 2 | 10 | 6  | +4  | 12 |
| Katar     | 6 | 3 | 0 | 3 | 16 | 8  | +8  | 9  |
| Laos      | 6 | 0 | 0 | 6 | 3  | 33 | -30 | 0  |

| 18. února 2004 16:00                                         |          |      |                                                                                     |
| Jordánsko                                                    | 5 – 0    | Laos | Amman International Stadium, Amman diváci: 5 000 rozhodčí: Sultan Al Mozahmi (Omán) |
| Aqel 40' Shelbaieh 45' Al Shagran 63' Ragheb 90' Shehdeh 90' | (Report) |      | Amman International Stadium, Amman diváci: 5 000 rozhodčí: Sultan Al Mozahmi (Omán) |

| 18. února 2004 19:00              |          |            |                                                                      |
| Írán                              | 3 – 1    | Katar      | Azadi Stadium, Teherán diváci: 0 rozhodčí: Khader Haj Khader (Sýrie) |
| Vahedi 8' Mahdavikia 44' Daei 62' | (Report) | Hamzah 70' | Azadi Stadium, Teherán diváci: 0 rozhodčí: Khader Haj Khader (Sýrie) |

| 31. března 2004 17:00 |          |                                                                        |                                                                                    |
| Laos                  | 0 – 7    | Írán                                                                   | Laos National Stadium, Vientiane diváci: 7 000 rozhodčí: Yang Mu Sheng (Tchaj-wan) |
|                       | (Report) | Daei 9', 17' Enayati 32', 36' Khoupchansy 54' (vl.) Taghipour 68', 83' | Laos National Stadium, Vientiane diváci: 7 000 rozhodčí: Yang Mu Sheng (Tchaj-wan) |

| 31. března 2004 18:30 |          |       |                                                                                   |
| Jordánsko             | 1 – 0    | Katar | Amman International Stadium, Amman diváci: 15 000 rozhodčí: Qasem Shaban (Kuvajt) |
| Mansour 70'           | (Report) |       | Amman International Stadium, Amman diváci: 15 000 rozhodčí: Qasem Shaban (Kuvajt) |

| 9. června 2004 18:30 |          |               |                                                                          |
| Írán                 | 0 – 1    | Jordánsko     | Azadi Stadium, Teherán diváci: 35 000 rozhodčí: Toru Kamikawa (Japonsko) |
|                      | (Report) | Al Shboul 83' | Azadi Stadium, Teherán diváci: 35 000 rozhodčí: Toru Kamikawa (Japonsko) |

| 9. června 2004 19:30                      |          |      |                                                                            |
| Katar                                     | 5 – 0    | Laos | Al-Gharafa Stadium, Doha diváci: 500 rozhodčí: Naji Abu Armana (Palestina) |
| Fazli 17', 37' Jassem 69', 86' Bechir 89' | (Report) |      | Al-Gharafa Stadium, Doha diváci: 500 rozhodčí: Naji Abu Armana (Palestina) |

| 8. září 2004 17:00 |          |                                                                        |                                                                                       |
| Laos               | 1 – 6    | Katar                                                                  | Laos National Stadium, Vientiane diváci: 2 900 rozhodčí: Jimmy Napitupulu (Indonésie) |
| Chanthalome 88'    | (Report) | Rizik 36' Kamil 42' Bechir 50' Hamzah 70' Abdullah 86' Al-Shammari 89' | Laos National Stadium, Vientiane diváci: 2 900 rozhodčí: Jimmy Napitupulu (Indonésie) |

| 8. září 2004 20:00 |          |                     |                                                                           |
| Jordánsko          | 0 – 2    | Írán                | Amman International Stadium, Amman diváci: 20 000 rozhodčí: Lu Jun (Čína) |
|                    | (Report) | Vahedi 80' Daei 91' | Amman International Stadium, Amman diváci: 20 000 rozhodčí: Lu Jun (Čína) |

| 13. října 2004 17:00              |          |                                     |                                                                               |
| Laos                              | 2 – 3    | Jordánsko                           | Laos National Stadium, Vientiane diváci: 3 000 rozhodčí: Ram Gosh (Bangladéš) |
| Phaphouvanin 13' Thongphachan 53' | (Report) | Al Maharmeh 28' Al Shagran 73', 76' | Laos National Stadium, Vientiane diváci: 3 000 rozhodčí: Ram Gosh (Bangladéš) |

| 13. října 2004 19:30                |          |                               |                                                                               |
| Katar                               | 2 – 3    | Írán                          | Al-Gharafa Stadium, Doha diváci: 8 000 rozhodčí: Kwon Jong-Chul (Jižní Korea) |
| Mohammed 18' Golmohammadi 75' (vl.) | (Report) | Hashemian 9', 89' Borhani 78' | Al-Gharafa Stadium, Doha diváci: 8 000 rozhodčí: Kwon Jong-Chul (Jižní Korea) |

| 17. listopadu 2004 19:00   |          |           |                                                                              |
| Katar                      | 2 – 0    | Jordánsko | Al-Gharafa Stadium, Doha diváci: 800 rozhodčí: Toshimitsu Yoshida (Japonsko) |
| Al Hamad 60' Al Khater 75' | (Report) |           | Al-Gharafa Stadium, Doha diváci: 800 rozhodčí: Toshimitsu Yoshida (Japonsko) |

| 17. listopadu 2004 19:30                             |          |      |                                                                              |
| Írán                                                 | 7 – 0    | Laos | Azadi Stadium, Teherán diváci: 30 000 rozhodčí: Mamed Mamedov (Turkmenistán) |
| Daei 8', 20', 28', 58' Nekounam 63', 72' Borhani 69' | (Report) |      | Azadi Stadium, Teherán diváci: 30 000 rozhodčí: Mamed Mamedov (Turkmenistán) |

### Skupina 2
| Tým        | Z | V | R | P | GV | GI | +/- | B  |
| ---------- | - | - | - | - | -- | -- | --- | -- |
| Uzbekistán | 6 | 5 | 1 | 0 | 16 | 3  | +13 | 16 |
| Irák       | 6 | 3 | 2 | 1 | 17 | 7  | +10 | 11 |
| Palestina  | 6 | 2 | 1 | 3 | 11 | 11 | 0   | 7  |
| Tchaj-wan  | 6 | 0 | 0 | 6 | 3  | 26 | -23 | 0  |

| 18. února 2004 17:00 |          |                 |                                                                                        |
| Uzbekistán           | 1 – 1    | Irák            | Pakhtakor Markaziy Stadium, Taškent diváci: 24 000 rozhodčí: Suresh Srinivasan (Indie) |
| Soliev 78'           | (Report) | Ahmad Salah 57' | Pakhtakor Markaziy Stadium, Taškent diváci: 24 000 rozhodčí: Suresh Srinivasan (Indie) |

| 18. února 2004 18:30                                                        |          |           |                                                                                |
| Palestina                                                                   | 8 – 0    | Tchaj-wan | Al-Wakrah Stadium, Al Wakrah diváci: 1 000 rozhodčí: Mukhtar Al Yarimi (Jemen) |
| Al-Kord 10' Habaib 20', 32' Alam 43' Kettlun 52', 86' Amar 76' Keshkesh 82' | (Report) |           | Al-Wakrah Stadium, Al Wakrah diváci: 1 000 rozhodčí: Mukhtar Al Yarimi (Jemen) |

| 31. března 2004 15:00 |          |              |                                                                                                 |
| Tchaj-wan             | 0 – 1    | Uzbekistán   | Chungshan Soccer Stadium, Tchaj-pej diváci: 2 500 rozhodčí: Setiyono Midi Nitrorejo (Indonésie) |
|                       | (Report) | Koshelev 59' | Chungshan Soccer Stadium, Tchaj-pej diváci: 2 500 rozhodčí: Setiyono Midi Nitrorejo (Indonésie) |

| 31. března 2004 17:05 |          |            |                                                                             |
| Palestina             | 1 – 1    | Irák       | Al-Wakrah Stadium, Al Wakrah diváci: 500 rozhodčí: Hassan Al Shoufi (Sýrie) |
| Kettlun 72'           | (Report) | Farhan 20' | Al-Wakrah Stadium, Al Wakrah diváci: 500 rozhodčí: Hassan Al Shoufi (Sýrie) |

| 9. června 2004 18:00                               |          |           |                                                                                   |
| Irák                                               | 6 – 1    | Tchaj-wan | Amman International Stadium, Amman diváci: 2 000 rozhodčí: Jassim Al Hail (Katar) |
| Farhan 2', 14' Fawzi 18' Mnajed 50', 85' Swadi 68' | (Report) | Huang 57' | Amman International Stadium, Amman diváci: 2 000 rozhodčí: Jassim Al Hail (Katar) |

| 9. června 2004 19:00                     |          |           |                                                                                   |
| Uzbekistán                               | 3 – 0    | Palestina | Pakhtakor Markaziy Stadium, Taškent diváci: 35 000 rozhodčí: Masoud Moradi (Írán) |
| Ashurmatov 6' Shishelov 42' Djeparov 89' | (Report) |           | Pakhtakor Markaziy Stadium, Taškent diváci: 35 000 rozhodčí: Masoud Moradi (Írán) |

| 8. září 2004 15:00 |          |                                      |                                                                                          |
| Tchaj-wan          | 1 – 4    | Irák                                 | Chungshan Soccer Stadium, Tchaj-pej diváci: 5 000 rozhodčí: Purushothaman Baskar (Indie) |
| Huang 82'          | (Report) | Sadir 4', 43' Attiya 75' Mahmoud 86' | Chungshan Soccer Stadium, Tchaj-pej diváci: 5 000 rozhodčí: Purushothaman Baskar (Indie) |

| 8. září 2004 18:30 |          |                                     |                                                                              |
| Palestina          | 0 – 3    | Uzbekistán                          | Umm-Affai Stadium, Ar Rayyan diváci: 400 rozhodčí: Shamsul Maidin (Singapur) |
|                    | (Report) | Qosimov 9' Djeparov 32' Bikmoev 78' | Umm-Affai Stadium, Ar Rayyan diváci: 400 rozhodčí: Shamsul Maidin (Singapur) |

| 13. října 2004 18:00 |          |                            |                                                                                       |
| Irák                 | 1 – 2    | Uzbekistán                 | Amman International Stadium, Amman diváci: 10 000 rozhodčí: Shamsul Maidin (Singapur) |
| Munir 29'            | (Report) | Shatskikh 10' Geynrikh 22' | Amman International Stadium, Amman diváci: 10 000 rozhodčí: Shamsul Maidin (Singapur) |

| 14. října 2004 16:00 |          |            |                                                                                    |
| Tchaj-wan            | 0 – 1    | Palestina  | Chungshan Soccer Stadium, Tchaj-pej diváci: 500 rozhodčí: Riyaz Rasheed (Maledivy) |
|                      | (Report) | Amar 90+4' | Chungshan Soccer Stadium, Tchaj-pej diváci: 500 rozhodčí: Riyaz Rasheed (Maledivy) |

| 16. listopadu 2004 19:30              |          |            |                                                                               |
| Irák                                  | 4 – 1    | Palestina  | Al-Gharafa Stadium, Doha diváci: 500 rozhodčí: Ali Al Mutlaq (Saúdská Arábie) |
| Munir 54', 58' Mohammed 65' Akram 70' | (Report) | Zatara 71' | Al-Gharafa Stadium, Doha diváci: 500 rozhodčí: Ali Al Mutlaq (Saúdská Arábie) |

| 17. listopadu 2004 16:00                                     |          |           |                                                                                   |
| Uzbekistán                                                   | 6 – 1    | Tchaj-wan | Pakhtakor Markaziy Stadium, Taškent diváci: 20 000 rozhodčí: Muhsen Basma (Sýrie) |
| Geynrikh 5' Qosimov 12', 45', 85' Shatskikh 18' Koshelev 34' | (Report) | Huang 64' | Pakhtakor Markaziy Stadium, Taškent diváci: 20 000 rozhodčí: Muhsen Basma (Sýrie) |

### Skupina 3
| Tým      | Z | V | R | P | GV | GI | +/- | B  |
| -------- | - | - | - | - | -- | -- | --- | -- |
| Japonsko | 6 | 6 | 0 | 0 | 16 | 1  | +15 | 18 |
| Omán     | 6 | 3 | 1 | 2 | 14 | 3  | +11 | 10 |
| Indie    | 6 | 1 | 1 | 4 | 2  | 18 | -16 | 4  |
| Singapur | 6 | 1 | 0 | 5 | 3  | 13 | -10 | 3  |

| 18. února 2004 16:00 |          |          |                                                                            |
| Indie                | 1 – 0    | Singapur | Fatorda Stadium, Margao diváci: 28 000 rozhodčí: Farajollah Yasrebi (Írán) |
| Renedy 50'           | (Report) |          | Fatorda Stadium, Margao diváci: 28 000 rozhodčí: Farajollah Yasrebi (Írán) |

| 18. února 2004 19:20 |          |      |                                                                                |
| Japonsko             | 1 – 0    | Omán | Saitama Stadium, Saitama diváci: 60 270 rozhodčí: Halim Abdul Hamid (Malajsie) |
| Kubo 90+2'           | (Report) |      | Saitama Stadium, Saitama diváci: 60 270 rozhodčí: Halim Abdul Hamid (Malajsie) |

| 31. března 2004 17:45 |          |                                                       |                                                                                    |
| Indie                 | 1 – 5    | Omán                                                  | Jawaharlal Nehru Stadium, Kochi diváci: 48 000 rozhodčí: Danny Kim Heng (Malajsie) |
| Renedy 18'            | (Report) | Amad Ali 12' Ahmed Mubarak 26', 49' Al Hinai 60', 88' | Jawaharlal Nehru Stadium, Kochi diváci: 48 000 rozhodčí: Danny Kim Heng (Malajsie) |

| 31. března 2004 20:00 |          |                         |                                                                                  |
| Singapur              | 1 – 2    | Japonsko                | Jalan Besar Stadium, Singapur diváci: 6 000 rozhodčí: Bae Jae-Yong (Jižní Korea) |
| Sahdan 62'            | (Report) | Takahara 33' Fujita 81' | Jalan Besar Stadium, Singapur diváci: 6 000 rozhodčí: Bae Jae-Yong (Jižní Korea) |

| 9. června 2004 19:20                                                           |          |       |                                                                       |
| Japonsko                                                                       | 7 – 0    | Indie | Saitama Stadium, Saitama diváci: 63 000 rozhodčí: Huang Junjie (Čína) |
| Kubo 12' Fukunishi 25' Nakamura 29' Suzuki 54' Nakazawa 65', 76' Ogasawara 68' | (Report) |       | Saitama Stadium, Saitama diváci: 63 000 rozhodčí: Huang Junjie (Čína) |

| 9. června 2004 19:45                                       |          |          |                                                                                            |
| Omán                                                       | 7 – 0    | Singapur | Sultan Qaboos Sports Complex, Muscat diváci: 2 000 rozhodčí: Abdulhameed Ebrahim (Bahrajn) |
| Al-Maimani 9', 44', 64', 86' Ayil 25', 53' Al Mukhaini 39' | (Report) |          | Sultan Qaboos Sports Complex, Muscat diváci: 2 000 rozhodčí: Abdulhameed Ebrahim (Bahrajn) |

| 8. září 2004 17:30 |          |                                               |                                                                                     |
| Indie              | 0 – 4    | Japonsko                                      | Yuva Bharati Krirangan, Bidhannagar diváci: 90 000 rozhodčí: Basilej Hajjar (Sýrie) |
|                    | (Report) | Suzuki 45' Ono 60' Fukunishi 71' Miyamoto 87' | Yuva Bharati Krirangan, Bidhannagar diváci: 90 000 rozhodčí: Basilej Hajjar (Sýrie) |

| 8. září 2004 19:30 |          |                    |                                                                                         |
| Singapur           | 0 – 2    | Omán               | Jalan Besar Stadium, Singapur diváci: 4 000 rozhodčí: Deshapryia Arambekade (Srí Lanka) |
|                    | (Report) | Shaaban 3' Ali 82' | Jalan Besar Stadium, Singapur diváci: 4 000 rozhodčí: Deshapryia Arambekade (Srí Lanka) |

| 13. října 2004 18:30 |          |            |                                                                             |
| Omán                 | 0 – 1    | Japonsko   | Sultan Qaboos Sports Complex, Muscat diváci: 35 000 rozhodčí: Lu Jun (Čína) |
|                      | (Report) | Suzuki 52' | Sultan Qaboos Sports Complex, Muscat diváci: 35 000 rozhodčí: Lu Jun (Čína) |

| 13. října 2004 19:30 |          |       |                                                                               |
| Singapur             | 2 – 0    | Indie | Jalan Besar Stadium, Singapur diváci: 3 609 rozhodčí: Yousuf Husain (Bahrajn) |
| Sahdan 73' Mohd 76'  | (Report) |       | Jalan Besar Stadium, Singapur diváci: 3 609 rozhodčí: Yousuf Husain (Bahrajn) |

| 17. listopadu 2004 18:00 |          |       |                                                                                       |
| Omán                     | 0 – 0    | Indie | Sultan Qaboos Sports Complex, Muscat diváci: 2 000 rozhodčí: Mahmoud Nurilddin (Irák) |
|                          | (Report) |       | Sultan Qaboos Sports Complex, Muscat diváci: 2 000 rozhodčí: Mahmoud Nurilddin (Irák) |

| 17. listopadu 2004 19:20 |          |          |                                                                       |
| Japonsko                 | 1 – 0    | Singapur | Saitama Stadium, Saitama diváci: 58 881 rozhodčí: Mohsen Torky (Írán) |
| Tamada 13'               | (Report) |          | Saitama Stadium, Saitama diváci: 58 881 rozhodčí: Mohsen Torky (Írán) |

### Skupina 4
| Tým      | Z | V | R | P | GV | GI | +/- | B  |
| -------- | - | - | - | - | -- | -- | --- | -- |
| Kuvajt   | 6 | 5 | 0 | 1 | 15 | 2  | +13 | 15 |
| Čína     | 6 | 5 | 0 | 1 | 14 | 1  | +13 | 15 |
| Hongkong | 6 | 2 | 0 | 4 | 5  | 15 | -10 | 6  |
| Malajsie | 6 | 0 | 0 | 6 | 2  | 18 | -16 | 0  |

| 18. února 2004 19:30 |          |        |                                                                                |
| Čína                 | 1 – 0    | Kuvajt | Tianhe Stadium, Guangzhou diváci: 50 000 rozhodčí: Dmitrijy Roman (Uzbekistán) |
| Hao Haidong 15'      | (Report) |        | Tianhe Stadium, Guangzhou diváci: 50 000 rozhodčí: Dmitrijy Roman (Uzbekistán) |

| 18. února 2004 20:45 |          |                                                   |                                                                                     |
| Malajsie             | 1 – 3    | Hongkong                                          | Darulmakmur Stadium, Kuantan diváci: 12 000 rozhodčí: Santhan Nagalingam (Singapur) |
| Talib 39'            | (Report) | Ng Wai Chiu 17' Chu Siu Kei 84' Kwok Yue Hung 93' | Darulmakmur Stadium, Kuantan diváci: 12 000 rozhodčí: Santhan Nagalingam (Singapur) |

| 31. března 2004 20:00 |          |                 |                                                                                        |
| Hongkong              | 0 – 1    | Čína            | Siu Sai Wan Sports Ground, Hongkong diváci: 9 000 rozhodčí: Mongkol Rungklay (Thajsko) |
|                       | (Report) | Hao Haidong 71' | Siu Sai Wan Sports Ground, Hongkong diváci: 9 000 rozhodčí: Mongkol Rungklay (Thajsko) |

| 31. března 2004 20:45 |          |                           |                                                                                    |
| Malajsie              | 0 – 2    | Kuvajt                    | Darulmakmur Stadium, Kuantan diváci: 9 327 rozhodčí: Kazuhiko Matsumura (Japonsko) |
|                       | (Report) | Al-Mutwa 75' Al Harbi 87' | Darulmakmur Stadium, Kuantan diváci: 9 327 rozhodčí: Kazuhiko Matsumura (Japonsko) |

| 9. června 2004 19:30                         |          |          |                                                                                    |
| Čína                                         | 4 – 0    | Malajsie | TEDA Football Stadium, Tianjin diváci: 35 000 rozhodčí: Park Sang Gu (Jižní Korea) |
| Hao Haidong 43' Sun 62' Li Xiaopeng 66', 76' | (Report) |          | TEDA Football Stadium, Tianjin diváci: 35 000 rozhodčí: Park Sang Gu (Jižní Korea) |

| 9. června 2004 20:30                              |          |          |                                                                             |
| Kuvajt                                            | 4 – 0    | Hongkong | Kazma SC Stadium, Kuwait City diváci: 9 000 rozhodčí: Tallat Najm (Libanon) |
| Seraj 12' Al-Mutwa 38' Al Enezi 45' Al Dawood 75' | (Report) |          | Kazma SC Stadium, Kuwait City diváci: 9 000 rozhodčí: Tallat Najm (Libanon) |

| 8. září 2004 20:00 |          |                           |                                                                                             |
| Hongkong           | 0 – 2    | Kuvajt                    | Siu Sai Wan Sports Ground, Hongkong diváci: 1 500 rozhodčí: Emil Busurmankulov (Kyrgyzstán) |
|                    | (Report) | Al Enezi 38' Humaidan 70' | Siu Sai Wan Sports Ground, Hongkong diváci: 1 500 rozhodčí: Emil Busurmankulov (Kyrgyzstán) |

| 8. září 2004 20:45 |          |              |                                                                           |
| Malajsie           | 0 – 1    | Čína         | City Stadium, Penang diváci: 14 000 rozhodčí: Jasim Abdul Karim (Bahrajn) |
|                    | (Report) | Li Jinyu 67' | City Stadium, Penang diváci: 14 000 rozhodčí: Jasim Abdul Karim (Bahrajn) |

| 13. října 2004 19:00 |          |      |                                                                                  |
| Kuvajt               | 1 – 0    | Čína | Kazma SC Stadium, Kuwait City diváci: 10 000 rozhodčí: Chaiwat Kunsuta (Thajsko) |
| Jumah 47'            | (Report) |      | Kazma SC Stadium, Kuwait City diváci: 10 000 rozhodčí: Chaiwat Kunsuta (Thajsko) |

| 13. října 2004 20:00             |          |          |                                                                              |
| Hongkong                         | 2 – 0    | Malajsie | Mong Kok Stadium, Hongkong diváci: 2 425 rozhodčí: Radwan Ghandour (Libanon) |
| Chu Siu Kei 5' Wong Chun Yue 51' | (Report) |          | Mong Kok Stadium, Hongkong diváci: 2 425 rozhodčí: Radwan Ghandour (Libanon) |

| 17. listopadu 2004 16:00                                    |          |            |                                                                                    |
| Kuvajt                                                      | 6 – 1    | Malajsie   | Kazma SC Stadium, Kuwait City diváci: 15 000 rozhodčí: Nail Lutfullin (Uzbekistán) |
| Al-Mutwa 17' Abdullah 60', 70' Laheeb 75', 85' Al Hamad 82' | (Report) | Yahyah 19' | Kazma SC Stadium, Kuwait City diváci: 15 000 rozhodčí: Nail Lutfullin (Uzbekistán) |

| 17. listopadu 2004 21:00                                      |          |          |                                                                               |
| Čína                                                          | 7 – 0    | Hongkong | Tianhe Stadium, Guangzhou diváci: 20 300 rozhodčí: Lee Jong Kuk (Jižní Korea) |
| Li Jinyu 8', 47' Shao 42', 44' Xu 49' Yu 88' Li Weifeng 90+2' | (Report) |          | Tianhe Stadium, Guangzhou diváci: 20 300 rozhodčí: Lee Jong Kuk (Jižní Korea) |

### Skupina 5
| Tým           | Z | V | R | P | GV | GI | +/- | B  |
| ------------- | - | - | - | - | -- | -- | --- | -- |
| Severní Korea | 6 | 3 | 2 | 1 | 11 | 5  | +6  | 11 |
| SAE           | 6 | 3 | 1 | 2 | 6  | 6  | 0   | 10 |
| Thajsko       | 6 | 2 | 1 | 3 | 9  | 10 | -1  | 7  |
| Jemen         | 6 | 1 | 2 | 3 | 6  | 11 | -5  | 5  |

| 18. února 2004 16:00 |          |               |                                                                                     |
| Jemen                | 1 – 1    | Severní Korea | Althawra Sports City Stadium, Saná diváci: 15 000 rozhodčí: Yousuf Husain (Bahrajn) |
| Al Selwi 73'         | (Report) | Hong 85'      | Althawra Sports City Stadium, Saná diváci: 15 000 rozhodčí: Yousuf Husain (Bahrajn) |

| 18. února 2004 19:15 |          |         |                                                                                        |
| SAE                  | 1 – 0    | Thajsko | Sheikh Khalifa International Stadium, Al Ain diváci: 4 000 rozhodčí: Sun Baojie (Čína) |
| Rashid 22'           | (Report) |         | Sheikh Khalifa International Stadium, Al Ain diváci: 4 000 rozhodčí: Sun Baojie (Čína) |

| 31. března 2004 16:00 |          |                                            |                                                                                        |
| Jemen                 | 0 – 3    | Thajsko                                    | Althawra Sports City Stadium, Saná diváci: 25 000 rozhodčí: Mohammad Mansour (Libanon) |
|                       | (Report) | Chaikamdee 69' Surasiang 71' Senamuang 88' | Althawra Sports City Stadium, Saná diváci: 25 000 rozhodčí: Mohammad Mansour (Libanon) |

| 31. března 2004 16:00 |          |     |                                                                            |
| Severní Korea         | 0 – 0    | SAE | Kim Il-sung Stadium, Pyongyang diváci: 20 000 rozhodčí: Zhou Weixin (Čína) |
|                       | (Report) |     | Kim Il-sung Stadium, Pyongyang diváci: 20 000 rozhodčí: Zhou Weixin (Čína) |

| 9. června 2004 19:00 |          |                                       |                                                                                       |
| Thajsko              | 1 – 4    | Severní Korea                         | Rajamangala Stadium, Bangkok diváci: 30 000 rozhodčí: Vladislav Tseytlin (Uzbekistán) |
| Senamuang 51'        | (Report) | Kim Yong-Su 42', 71' Sin 52' Hong 67' | Rajamangala Stadium, Bangkok diváci: 30 000 rozhodčí: Vladislav Tseytlin (Uzbekistán) |

| 9. června 2004 20:00          |          |       | |
| SAE                           | 3 – 0    | Jemen | Sheikh Khalifa International Stadium, Al Ain diváci: 5 000 rozhodčí: Allabergen Sapaev (Turkmenistán) |
| Abdulrahman 24' Omer 28', 73' | (Report) |       | Sheikh Khalifa International Stadium, Al Ain diváci: 5 000 rozhodčí: Allabergen Sapaev (Turkmenistán) |

| 8. září 2004 16:00              |          |          |                                                                                               |
| Jemen                           | 3 – 1    | SAE      | Althawra Sports City Stadium, Saná diváci: 17 000 rozhodčí: Khalil Al Ghamdi (Saúdská Arábie) |
| Al Nono 22', 77' Abduljabar 49' | (Report) | Omer 26' | Althawra Sports City Stadium, Saná diváci: 17 000 rozhodčí: Khalil Al Ghamdi (Saúdská Arábie) |

| 8. září 2004 16:00                     |          |               |                                                                            |
| Severní Korea                          | 4 – 1    | Thajsko       | stadion Janggakto, Pyongyang diváci: 20 000 rozhodčí: Masoud Moradi (Írán) |
| Ahn 49', 73' Hong 55' Ri Hyok-Chol 60' | (Report) | Suksomkit 72' | stadion Janggakto, Pyongyang diváci: 20 000 rozhodčí: Masoud Moradi (Írán) |

| 13. října 2004 15:30   |          |           |                                                                             |
| Severní Korea          | 2 – 1    | Jemen     | stadion Janggakto, Pyongyang diváci: 15 000 rozhodčí: Vo Minh Tri (Vietnam) |
| Ri Han-Jae 1' Hong 64' | (Report) | Jaber 76' | stadion Janggakto, Pyongyang diváci: 15 000 rozhodčí: Vo Minh Tri (Vietnam) |

| 13. října 2004 19:00               |          |     |                                                                                 |
| Thajsko                            | 3 – 0    | SAE | Rajamangala Stadium, Bangkok diváci: 15 000 rozhodčí: Jujči Nišimura (Japonsko) |
| Jakapong 10' Nanok 30' Chaiman 67' | (Report) |     | Rajamangala Stadium, Bangkok diváci: 15 000 rozhodčí: Jujči Nišimura (Japonsko) |

| 17. listopadu 2004 18:30 |          |               |                                                                               |
| SAE                      | 1 – 0    | Severní Korea | Al-Rashid Stadium, Dubaj diváci: 2 000 rozhodčí: Halim Abdul Hamid (Malajsie) |
| Obaid 58'                | (Report) |               | Al-Rashid Stadium, Dubaj diváci: 2 000 rozhodčí: Halim Abdul Hamid (Malajsie) |

| 17. listopadu 2004 19:00 |          |               |                                                                                    |
| Thajsko                  | 1 – 1    | Jemen         | Rajamangala Stadium, Bangkok diváci: 15 000 rozhodčí: Purushothaman Baskar (Indie) |
| Siriwong 95'             | (Report) | Al-Shehri 69' | Rajamangala Stadium, Bangkok diváci: 15 000 rozhodčí: Purushothaman Baskar (Indie) |

### Skupina 6
| Tým         | Z | V | R | P | GV | GI | +/- | B  |
| ----------- | - | - | - | - | -- | -- | --- | -- |
| Bahrajn     | 6 | 4 | 2 | 0 | 15 | 4  | +11 | 14 |
| Sýrie       | 6 | 2 | 2 | 2 | 7  | 7  | 0   | 8  |
| Tádžikistán | 6 | 2 | 1 | 3 | 5  | 9  | -4  | 7  |
| Kyrgyzstán  | 6 | 1 | 1 | 4 | 5  | 12 | -7  | 4  |

| 18. února 2004 15:00 |          |                    |                                                                              |
| Kyrgyzstán           | 1 – 2    | Tádžikistán        | Spartak Stadium, Biškek diváci: 14 000 rozhodčí: Nail Lutfullin (Uzbekistán) |
| Berezovsky 12'       | (Report) | Burkhanov 31', 53' | Spartak Stadium, Biškek diváci: 14 000 rozhodčí: Nail Lutfullin (Uzbekistán) |

| 18. února 2004 18:30 |          |                   |                                                                                   |
| Bahrajn              | 2 – 1    | Sýrie             | Al Muharraq Stadium, Arad diváci: 5 000 rozhodčí: Adunyachart Khanthama (Thajsko) |
| A. Hubail 64', 73'   | (Report) | Shekh Eleshra 80' | Al Muharraq Stadium, Arad diváci: 5 000 rozhodčí: Adunyachart Khanthama (Thajsko) |

| 31. března 2004 16:00 |          |              |                                                                       |
| Kyrgyzstán            | 1 – 1    | Sýrie        | Spartak Stadium, Biškek diváci: 17 000 rozhodčí: Praveer Bose (Indie) |
| Ishenbaev 55'         | (Report) | Kailouni 86' | Spartak Stadium, Biškek diváci: 17 000 rozhodčí: Praveer Bose (Indie) |

| 31. března 2004 16:00 |          |         |                                                                           |
| Tádžikistán           | 0 – 0    | Bahrajn | Pamir Stadium, Dušanbe diváci: 17 000 rozhodčí: Shamsul Maidin (Singapur) |
|                       | (Report) |         | Pamir Stadium, Dušanbe diváci: 17 000 rozhodčí: Shamsul Maidin (Singapur) |

| 9. června 2004 19:15                        |          |            |                                                                                               |
| Bahrajn                                     | 5 – 0    | Kyrgyzstán | Al Muharraq Stadium, Arad diváci: 2 800 rozhodčí: Mohamed Al Saeedi (Spojené arabské emiráty) |
| A. Hubail 12', 45', 60' Ali 66' Abdulla 82' | (Report) |            | Al Muharraq Stadium, Arad diváci: 2 800 rozhodčí: Mohamed Al Saeedi (Spojené arabské emiráty) |

| 10. června 2004 17:15  |          |               |                                                                                       |
| Sýrie                  | 2 – 1    | Tádžikistán   | Khaled bin Walid Stadium, Homs diváci: 18 000 rozhodčí: Saad Kamil Al-Fadhli (Kuvajt) |
| Al Rashed 76' Rafe 80' | (Report) | Kholmatov 35' | Khaled bin Walid Stadium, Homs diváci: 18 000 rozhodčí: Saad Kamil Al-Fadhli (Kuvajt) |

| 8. září 2004 16:00 |          |          |                                                                                   |
| Tádžikistán        | 0 – 1    | Sýrie    | Pamir Stadium, Dušanbe diváci: 18 000 rozhodčí: Subkhiddin Mohd Salleh (Malajsie) |
|                    | (Report) | Rafe 35' | Pamir Stadium, Dušanbe diváci: 18 000 rozhodčí: Subkhiddin Mohd Salleh (Malajsie) |

| 8. září 2004 17:00 |          |                       |                                                                             |
| Kyrgyzstán         | 1 – 2    | Bahrajn               | Spartak Stadium, Biškek diváci: 10 000 rozhodčí: Mongkol Rungklay (Thajsko) |
| Kenjisariev 86'    | (Report) | Ali 23' M. Hubail 58' | Spartak Stadium, Biškek diváci: 10 000 rozhodčí: Mongkol Rungklay (Thajsko) |

| 13. října 2004 15:00   |          |               |                                                                         |
| Tádžikistán            | 2 – 1    | Kyrgyzstán    | Pamir Stadium, Dušanbe diváci: 11 000 rozhodčí: Naser Al Enezi (Kuvajt) |
| Rabiev 19' Hakimov 37' | (Report) | Chikishev 84' | Pamir Stadium, Dušanbe diváci: 11 000 rozhodčí: Naser Al Enezi (Kuvajt) |

| 13. října 2004 18:00             |          |                           |                                                                           |
| Sýrie                            | 2 – 2    | Bahrajn                   | Abbasiyyin Stadium, Damašek diváci: 35 000 rozhodčí: Masoud Moradi (Írán) |
| Shekh Eleshra 12' Al Hussain 18' | (Report) | Mahfoodh 27' Yousef 90+2' | Abbasiyyin Stadium, Damašek diváci: 35 000 rozhodčí: Masoud Moradi (Írán) |

| 17. listopadu 2004 17:00 |          |            |                                                                              |
| Sýrie                    | 0 – 1    | Kyrgyzstán | Abbasiyyin Stadium, Damašek diváci: 1 000 rozhodčí: Satop Tongkhan (Thajsko) |
|                          | (Report) | Amin 47'   | Abbasiyyin Stadium, Damašek diváci: 1 000 rozhodčí: Satop Tongkhan (Thajsko) |

| 17. listopadu 2004 18:00                |          |             |                                                                               |
| Bahrajn                                 | 4 – 0    | Tádžikistán | Bahrain National Stadium, Ar Rifa` diváci: 15 000 rozhodčí: Sun Baojie (Čína) |
| Yousef 9' Husain 41' M. Hubail 42', 77' | (Report) |             | Bahrain National Stadium, Ar Rifa` diváci: 15 000 rozhodčí: Sun Baojie (Čína) |

### Skupina 7
| Tým         | Z | V | R | P | GV | GI | +/- | B  |
| ----------- | - | - | - | - | -- | -- | --- | -- |
| Jižní Korea | 6 | 4 | 2 | 0 | 9  | 2  | +7  | 14 |
| Libanon     | 6 | 3 | 2 | 1 | 11 | 5  | +6  | 11 |
| Vietnam     | 6 | 1 | 1 | 4 | 5  | 9  | -4  | 4  |
| Maledivy    | 6 | 1 | 1 | 4 | 5  | 14 | -9  | 4  |

| 18. února 2004 17:00                                                  |          |          |                                                                                       |
| Vietnam                                                               | 4 – 0    | Maledivy | My Dinh National Stadium, Hanoj diváci: 25 000 rozhodčí: Fong Yau Fat Jame (Hongkong) |
| Phan Văn Tài Em 9', 60' Nguyễn Minh Hai 13' Pham Van Quyen 80' (pen.) | (Report) |          | My Dinh National Stadium, Hanoj diváci: 25 000 rozhodčí: Fong Yau Fat Jame (Hongkong) |

| 18. února 2004 19:00 |          |         |                                                                                           |
| Jižní Korea          | 2 – 0    | Libanon | Suwon World Cup Stadium, Suwon diváci: 22 000 rozhodčí: Maugeb Al Dosari (Saúdská Arábie) |
| Cha 32' Cho 51'      | (Report) |         | Suwon World Cup Stadium, Suwon diváci: 22 000 rozhodčí: Maugeb Al Dosari (Saúdská Arábie) |

| 31. března 2004 16:00 |          |             |                                                                                              |
| Maledivy              | 0 – 0    | Jižní Korea | Rasmee Dhandu Stadium, Malé diváci: 12 000 rozhodčí: Anura de Silva Vidanagamage (Srí Lanka) |
|                       | (Report) |             | Rasmee Dhandu Stadium, Malé diváci: 12 000 rozhodčí: Anura de Silva Vidanagamage (Srí Lanka) |

| 31. března 2004 17:00 |          |                         |                                                                                   |
| Vietnam               | 0 – 2    | Libanon                 | Chùa Cuõi Stadium, Nam Dinh diváci: 25 000 rozhodčí: Ravshan Irmatov (Uzbekistán) |
|                       | (Report) | R. Antar 83' Hamieh 88' | Chùa Cuõi Stadium, Nam Dinh diváci: 25 000 rozhodčí: Ravshan Irmatov (Uzbekistán) |

| 9. června 2004 19:00    |          |         |                                                                                               |
| Jižní Korea             | 2 – 0    | Vietnam | Daejeon World Cup Stadium, Daejeon diváci: 40 019 rozhodčí: Omer Al Mehannah (Saúdská Arábie) |
| Ahn 29' Kim Do-Heon 61' | (Report) |         | Daejeon World Cup Stadium, Daejeon diváci: 40 019 rozhodčí: Omer Al Mehannah (Saúdská Arábie) |

| 9. června 2004 20:30                  |          |          |                                                                                    |
| Libanon                               | 3 – 0    | Maledivy | Bejrút Municipal Stadium, Bejrút diváci: 18 000 rozhodčí: Mahmoud Nurilddin (Irák) |
| Zein 21' R. Antar 87' Nasseredine 93' | (Report) |          | Bejrút Municipal Stadium, Bejrút diváci: 18 000 rozhodčí: Mahmoud Nurilddin (Irák) |

| 8. září 2004 16:00  |          |                                                           |                                                                            |
| Maledivy            | 2 – 5    | Libanon                                                   | Rasmee Dhandu Stadium, Malé diváci: 12 000 rozhodčí: Hassan Al Ajmi (Omán) |
| Fazeel 79' Umar 88' | (Report) | Nasseredine 4', 58' F. Antar 44' Chahoud 63' R. Antar 75' | Rasmee Dhandu Stadium, Malé diváci: 12 000 rozhodčí: Hassan Al Ajmi (Omán) |

| 8. září 2004 17:00  |          |                                    |                                                                                               |
| Vietnam             | 1 – 2    | Jižní Korea                        | Thong Nhat Stadium, Ho Či Minovo Město diváci: 25 000 rozhodčí: Toshimitsu Yoshida (Japonsko) |
| Phan Văn Tài Em 49' | (Report) | Lee Dong-Gook 63' Lee Chun-Soo 76' | Thong Nhat Stadium, Ho Či Minovo Město diváci: 25 000 rozhodčí: Toshimitsu Yoshida (Japonsko) |

| 13. října 2004 15:45       |          |         |                                                                         |
| Maledivy                   | 3 – 0    | Vietnam | Rasmee Dhandu Stadium, Malé diváci: 10 000 rozhodčí: Rizwan Haq (Indie) |
| Thariq 29' Ashfaq 68', 85' | (Report) |         | Rasmee Dhandu Stadium, Malé diváci: 10 000 rozhodčí: Rizwan Haq (Indie) |

| 13. října 2004 18:00 |          |                   |                                                                                        |
| Libanon              | 1 – 1    | Jižní Korea       | Bejrút Municipal Stadium, Bejrút diváci: 21 000 rozhodčí: Ravshan Irmatov (Uzbekistán) |
| Nasseredine 28'      | (Report) | Choi Jin-Cheul 8' | Bejrút Municipal Stadium, Bejrút diváci: 21 000 rozhodčí: Ravshan Irmatov (Uzbekistán) |

| 17. listopadu 2004 18:00 |          |         |                                                                                        |
| Libanon                  | 0 – 0    | Vietnam | Bejrút Municipal Stadium, Bejrút diváci: 1 000 rozhodčí: Abdulhameed Ebrahim (Bahrajn) |
|                          | (Report) |         | Bejrút Municipal Stadium, Bejrút diváci: 1 000 rozhodčí: Abdulhameed Ebrahim (Bahrajn) |

| 17. listopadu 2004 20:00          |          |          |                                                                               |
| Jižní Korea                       | 2 – 0    | Maledivy | Soul World Cup Stadium, Soul diváci: 64 000 rozhodčí: Subash Lazar (Singapur) |
| Kim Do-Heon 66' Lee Dong-Gook 80' | (Report) |          | Soul World Cup Stadium, Soul diváci: 64 000 rozhodčí: Subash Lazar (Singapur) |

### Skupina 8
| Tým            | Z | V | R | P | GV | GI | +/- | B  |
| -------------- | - | - | - | - | -- | -- | --- | -- |
| Saúdská Arábie | 6 | 6 | 0 | 0 | 14 | 1  | +13 | 18 |
| Turkmenistán   | 6 | 2 | 1 | 3 | 8  | 10 | -2  | 7  |
| Indonésie      | 6 | 2 | 1 | 3 | 8  | 12 | -4  | 7  |
| Srí Lanka      | 6 | 0 | 2 | 4 | 4  | 11 | -7  | 2  |

| 18. února 2004 20:15         |          |           |                                                                                             |
| Saúdská Arábie               | 3 – 0    | Indonésie | King Fahd International Stadium, Rijád diváci: 1 000 rozhodčí: Naser Al Ghafary (Jordánsko) |
| Sowed 4', 39' Al-Qahtani 45' | (Report) |           | King Fahd International Stadium, Rijád diváci: 1 000 rozhodčí: Naser Al Ghafary (Jordánsko) |

| 18. února 2004 19:00    |          |           |                                                                                        |
| Turkmenistán            | 2 – 0    | Srí Lanka | Kopetdag, Ašchabad diváci: 11 000 rozhodčí: Abdulla Al Banai (Spojené arabské emiráty) |
| Öwekow 40' Bayramov 56' | (Report) |           | Kopetdag, Ašchabad diváci: 11 000 rozhodčí: Abdulla Al Banai (Spojené arabské emiráty) |

| 31. března 2004 19:00        |          |                    |                                                                         |
| Turkmenistán                 | 3 – 1    | Indonésie          | Olympic Stadium, Ašchabad diváci: 5 000 rozhodčí: Muhammad Sahib (Irák) |
| Bayramov 10', 74' Kuliev 35' | (Report) | Budi Sudarsono 30' | Olympic Stadium, Ašchabad diváci: 5 000 rozhodčí: Muhammad Sahib (Irák) |

| 31. března 2004 18:30 |          |                |                                                                                       |
| Srí Lanka             | 0 – 1    | Saúdská Arábie | Sugathadasa Stadium, Colombo diváci: 6 000 rozhodčí: Kadyrbek Chynybekov (Kyrgyzstán) |
|                       | (Report) | Sowed 51'      | Sugathadasa Stadium, Colombo diváci: 6 000 rozhodčí: Kadyrbek Chynybekov (Kyrgyzstán) |

| 9. června 2004 21:00        |          |              |                                                                                                |
| Saúdská Arábie              | 3 – 0    | Turkmenistán | King Fahd International Stadium, Rijád diváci: 1 000 rozhodčí: Adunyachart Khanthama (Thajsko) |
| Al Meshal 27', 45' Noor 32' | (Report) |              | King Fahd International Stadium, Rijád diváci: 1 000 rozhodčí: Adunyachart Khanthama (Thajsko) |

| 9. června 2004 19:00 |          |           |                                                                               |
| Indonésie            | 1 – 0    | Srí Lanka | Gelora Bung Karno, Jakarta diváci: 30 000 rozhodčí: Ibrahim Nesar (Bangladéš) |
| Aiboy 30'            | (Report) |           | Gelora Bung Karno, Jakarta diváci: 30 000 rozhodčí: Ibrahim Nesar (Bangladéš) |

| 8. září 2004 18:30            |          |                    |                                                                                  |
| Srí Lanka                     | 2 – 2    | Indonésie          | Sugathadasa Stadium, Colombo diváci: 4 000 rozhodčí: Marshoud Hassan (Jordánsko) |
| Steinwall 81' Karunaratne 82' | (Report) | Jaya 8' Sofyan 51' | Sugathadasa Stadium, Colombo diváci: 4 000 rozhodčí: Marshoud Hassan (Jordánsko) |

| 8. září 2004 19:00 |          |                |                                                                                |
| Turkmenistán       | 0 – 1    | Saúdská Arábie | Olympic Stadium, Ašchabad diváci: 5 000 rozhodčí: Kwon Jong-Chul (Jižní Korea) |
|                    | (Report) | Al-Qahtani 47' | Olympic Stadium, Ašchabad diváci: 5 000 rozhodčí: Kwon Jong-Chul (Jižní Korea) |

| 9. října 2004 19:00         |          |                          |                                                                                                  |
| Srí Lanka                   | 2 – 2    | Turkmenistán             | Sugathadasa Stadium, Colombo diváci: 4 000 rozhodčí: Al Bannai Abdulla (Spojené arabské emiráty) |
| Perera 47' Mudyanselage 57' | (Report) | Bayramov 20' Nazarov 70' | Sugathadasa Stadium, Colombo diváci: 4 000 rozhodčí: Al Bannai Abdulla (Spojené arabské emiráty) |

| 9. října 2004 19:30 |          |                                           |                                                                                       |
| Indonésie           | 1 – 3    | Saúdská Arábie                            | Gelora Bung Karno, Jakarta diváci: 30 000 rozhodčí: Subkhiddin Mohd Salleh (Malajsie) |
| Jaya 50'            | (Report) | Al Meshal 9' Sulaimani 13' Al-Qahtani 80' | Gelora Bung Karno, Jakarta diváci: 30 000 rozhodčí: Subkhiddin Mohd Salleh (Malajsie) |

| 17. listopadu 2004 19:30 |          |              |                                                                           |
| Indonésie                | 3 – 1    | Turkmenistán | Gelora Bung Karno, Jakarta diváci: 15 000 rozhodčí: Shaban Qasem (Kuvajt) |
| Jaya 20', 47', 59'       | (Report) | Durdiyev 25' | Gelora Bung Karno, Jakarta diváci: 15 000 rozhodčí: Shaban Qasem (Kuvajt) |

| 17. listopadu 2004 20:00                        |        |           |                                                                                       |
| Saúdská Arábie                                  | 3 – 0  | Srí Lanka | Prince Mohamed bin Fahd Stadium, Dammam diváci: 2 000 rozhodčí: Muflah Mohamed (Omán) |
| Al-Harthi 6' Al-Shalhoub 45' (pen.) Fallata 65' | Report |           | Prince Mohamed bin Fahd Stadium, Dammam diváci: 2 000 rozhodčí: Muflah Mohamed (Omán) |

## 2. skupinová fáze

### Skupina A
| Tým            | Z | V | R | P | GV | GI | +/- | B  |
| -------------- | - | - | - | - | -- | -- | --- | -- |
| Saúdská Arábie | 6 | 4 | 2 | 0 | 10 | 1  | +9  | 14 |
| Jižní Korea    | 6 | 3 | 1 | 2 | 9  | 5  | +4  | 10 |
| Uzbekistán     | 6 | 1 | 2 | 3 | 7  | 11 | -4  | 5  |
| Kuvajt         | 6 | 1 | 1 | 4 | 4  | 13 | -9  | 4  |

- Saúdská Arábie postoupila na Mistrovství světa ve fotbale 2006.
- Jižní Korea postoupila na Mistrovství světa ve fotbale 2006.
- Uzbekistán postoupil do baráže o 5. místo.

| 9. února 2005                       |          |        |                                                                                 |
| Jižní Korea                         | 2 – 0    | Kuvajt | Soul World Cup Stadium, Soul diváci: 53 287 rozhodčí: Shamsul Maidin (Singapur) |
| Lee Dong-Gook 23' Lee Young-Pyo 81' | (Report) |        | Soul World Cup Stadium, Soul diváci: 53 287 rozhodčí: Shamsul Maidin (Singapur) |

| 9. února 2005 |          |                |                                                                              |
| Uzbekistán    | 1 – 1    | Saúdská Arábie | Pakhtakor Stadium, Taškent diváci: 45 000 rozhodčí: Toru Kamikawa (Japonsko) |
| Soliev 90+3'  | (Report) | Al-Jaber 77'   | Pakhtakor Stadium, Taškent diváci: 45 000 rozhodčí: Toru Kamikawa (Japonsko) |

| 25. března 2005                   |          |             | |
| Saúdská Arábie                    | 2 – 0    | Jižní Korea | Prince Mohamed bin Fahd Stadium, Dammam diváci: 25 000 rozhodčí: Subkhiddin Mohd Salleh (Malajsie) |
| Khariri 29' Al-Qahtani 73' (pen.) | (Report) |             | Prince Mohamed bin Fahd Stadium, Dammam diváci: 25 000 rozhodčí: Subkhiddin Mohd Salleh (Malajsie) |

| 25. března 2005  |          |              |                                                                  |
| Kuvajt           | 2 – 1    | Uzbekistán   | Kazma SC, Kuwait City diváci: 12 000 rozhodčí: Sun Baojie (Čína) |
| Abdullah 7', 62' | (Report) | Geynrikh 77' | Kazma SC, Kuwait City diváci: 12 000 rozhodčí: Sun Baojie (Čína) |

| 30. března 2005 |       |                |                                                                     |
| Kuvajt          | 0 – 0 | Saúdská Arábie | Kazma SC, Kuwait City diváci: 25 000 rozhodčí: Masoud Moradi (Írán) |
|                 |       |                | Kazma SC, Kuwait City diváci: 25 000 rozhodčí: Masoud Moradi (Írán) |

| 30. března 2005                     |          |              |                                                                             |
| Jižní Korea                         | 2 – 1    | Uzbekistán   | Soul World Cup Stadium, Soul diváci: 62 857 rozhodčí: Tallat Najm (Libanon) |
| Lee Young-Pyo 55' Lee Dong-Gook 62' | (Report) | Geynrikh 79' | Soul World Cup Stadium, Soul diváci: 62 857 rozhodčí: Tallat Najm (Libanon) |

| 3. června 2005                     |          |        |                                                                            |
| Saúdská Arábie                     | 3 – 0    | Kuvajt | King Fahd Stadium, Rijád diváci: 72 000 rozhodčí: Toru Kamikawa (Japonsko) |
| Al-Shalhoub 19', 49' Al-Harthi 83' | (Report) |        | King Fahd Stadium, Rijád diváci: 72 000 rozhodčí: Toru Kamikawa (Japonsko) |

| 3. června 2005 |          |                      |                                                                          |
| Uzbekistán     | 1 – 1    | Jižní Korea          | Pakhtakor Stadium, Taškent diváci: 40 000 rozhodčí: Masoud Moradi (Írán) |
| Shatskikh 62'  | (Report) | Park Chu-Young 90+1' | Pakhtakor Stadium, Taškent diváci: 40 000 rozhodčí: Masoud Moradi (Írán) |

| 8. června 2005 |          |                                                                   |                                                                                |
| Kuvajt         | 0 – 4    | Jižní Korea                                                       | Kazma SC, Kuwait City diváci: 15 000 rozhodčí: Adunyachart Khanthama (Thajsko) |
|                | (Report) | Park Chu-Young 16' Lee Dong-Gook 28' (pen.), 55' Park Ji-Sung 58' | Kazma SC, Kuwait City diváci: 15 000 rozhodčí: Adunyachart Khanthama (Thajsko) |

| 8. června 2005                 |          |            |                                                                       |
| Saúdská Arábie                 | 3 – 0    | Uzbekistán | King Fahd Stadium, Rijád diváci: 72 000 rozhodčí: Huang Junjie (Čína) |
| Al-Jaber 8', 60' Al-Harthi 87' | (Report) |            | King Fahd Stadium, Rijád diváci: 72 000 rozhodčí: Huang Junjie (Čína) |

| 17. srpna 2005 |          |                |                                                                                 |
| Jižní Korea    | 0 – 1    | Saúdská Arábie | Soul World Cup Stadium, Soul diváci: 61 586 rozhodčí: Chaiwat Kunsuta (Thajsko) |
|                | (Report) | Al-Anbar 5'    | Soul World Cup Stadium, Soul diváci: 61 586 rozhodčí: Chaiwat Kunsuta (Thajsko) |

| 17. srpna 2005                               |          |                            |                                                                                       |
| Uzbekistán                                   | 3 – 2    | Kuvajt                     | Pakhtakor Stadium, Taškent diváci: 40 000 rozhodčí: Subkhiddin Mohd Salleh (Malajsie) |
| Djeparov 41' (pen.) Shatskikh 62' Soliev 76' | (Report) | Al-Mutawa 16' Abdullah 31' | Pakhtakor Stadium, Taškent diváci: 40 000 rozhodčí: Subkhiddin Mohd Salleh (Malajsie) |

### Skupina B
| Tým           | Z | V | R | P | GV | GI | +/- | B  |
| ------------- | - | - | - | - | -- | -- | --- | -- |
| Japonsko      | 6 | 5 | 0 | 1 | 9  | 4  | +5  | 15 |
| Írán          | 6 | 4 | 1 | 1 | 7  | 3  | +4  | 13 |
| Bahrajn       | 6 | 1 | 1 | 4 | 4  | 7  | -3  | 4  |
| Severní Korea | 6 | 1 | 0 | 5 | 5  | 11 | -6  | 3  |

- Japonsko postoupilo na Mistrovství světa ve fotbale 2006.
- Írán postoupil na Mistrovství světa ve fotbale 2006.
- Bahrajn postoupil do baráže o 5. místo.

| 9. února 2005            |          |                   |                                                                                     |
| Japonsko                 | 2 – 1    | Severní Korea     | Saitama Stadium, Saitama diváci: 60 000 rozhodčí: Khalil Al Ghamdi (Saúdská arábie) |
| Ogasawara 4' Oguro 90+1' | (Report) | Nam Song-Chol 61' | Saitama Stadium, Saitama diváci: 60 000 rozhodčí: Khalil Al Ghamdi (Saúdská arábie) |

| 9. února 2005 |          |      |                                                                                             |
| Bahrajn       | 0 – 0    | Írán | Bahrain National Stadium, Manama diváci: 25 000 rozhodčí: Subkhiddin Mohd Salleh (Malajsie) |
|               | (Report) |      | Bahrain National Stadium, Manama diváci: 25 000 rozhodčí: Subkhiddin Mohd Salleh (Malajsie) |

| 25. března 2005   |          |             |                                                                                    |
| Severní Korea     | 1 – 2    | Bahrajn     | Kim Il Sung Stadium, Pyongyang diváci: 50 000 rozhodčí: Mongkol Rungklay (Thajsko) |
| Pak Song-Gwan 63' | (Report) | Ali 7', 58' | Kim Il Sung Stadium, Pyongyang diváci: 50 000 rozhodčí: Mongkol Rungklay (Thajsko) |

| 25. března 2005    |          |               |                                                                            |
| Írán               | 2 – 1    | Japonsko      | Azadi Stadium, Teherán diváci: 110 000 rozhodčí: Shamsul Maidin (Singapur) |
| Hashemian 13', 75' | (Report) | Fukunishi 66' | Azadi Stadium, Teherán diváci: 110 000 rozhodčí: Shamsul Maidin (Singapur) |

| 30. března 2005 |          |                             |                                                                                |
| Severní Korea   | 0 – 2    | Írán                        | Kim Il Sung Stadium, Pyongyang diváci: 55 000 rozhodčí: Mohammed Kousa (Sýrie) |
|                 | (Report) | Mahdavikia 34' Nekounam 79' | Kim Il Sung Stadium, Pyongyang diváci: 55 000 rozhodčí: Mohammed Kousa (Sýrie) |

| 30. března 2005   |          |         |                                                                                |
| Japonsko          | 1 – 0    | Bahrajn | Saitama Stadium, Saitama diváci: 67 549 rozhodčí: Ravshan Irmatov (Uzbekistán) |
| Salmeen 72' (vl.) | (Report) |         | Saitama Stadium, Saitama diváci: 67 549 rozhodčí: Ravshan Irmatov (Uzbekistán) |

| 3. června 2005 |          |               |                                                                                   |
| Írán           | 1 – 0    | Severní Korea | Azadi Stadium, Teherán diváci: 35 000 rozhodčí: Khalil Al Ghamdi (Saúdská arábie) |
| Rezaei 45'     | (Report) |               | Azadi Stadium, Teherán diváci: 35 000 rozhodčí: Khalil Al Ghamdi (Saúdská arábie) |

| 3. června 2005 |          |               |                                                                                             |
| Bahrajn        | 0 – 1    | Japonsko      | Bahrain National Stadium, Manama diváci: 32 000 rozhodčí: Subkhiddin Mohd Salleh (Malajsie) |
|                | (Report) | Ogasawara 34' | Bahrain National Stadium, Manama diváci: 32 000 rozhodčí: Subkhiddin Mohd Salleh (Malajsie) |

| 8. června 2005 |          |         |                                                                              |
| Írán           | 1 – 0    | Bahrajn | Azadi Stadium, Teherán diváci: 80 000 rozhodčí: Kwon Jong-Chul (Jižní Korea) |
| Nosrati 48'    | (Report) |         | Azadi Stadium, Teherán diváci: 80 000 rozhodčí: Kwon Jong-Chul (Jižní Korea) |

| 8. června 2005 |          |                          |                                                                                |
| Severní Korea  | 0 – 2    | Japonsko                 | Suphachalasai Stadium, Bangkok diváci: 0 rozhodčí: Frank De Bleeckere (Belgie) |
|                | (Report) | Yanagisawa 67' Oguro 89' | Suphachalasai Stadium, Bangkok diváci: 0 rozhodčí: Frank De Bleeckere (Belgie) |

| 17. srpna 2005     |          |                 |                                                                                         |
| Japonsko           | 2 – 1    | Írán            | International Stadium Jokohama, Jokohama diváci: 66 098 rozhodčí: Qasem Shaban (Kuvajt) |
| Kaji 28' Oguro 76' | (Report) | Daei 79' (pen.) | International Stadium Jokohama, Jokohama diváci: 66 098 rozhodčí: Qasem Shaban (Kuvajt) |

| 17. srpna 2005  |          |                                                    |                                                                                    |
| Bahrajn         | 2 – 3    | Severní Korea                                      | Bahrain National Stadium, Manama diváci: 3 000 rozhodčí: Shamsul Maidin (Singapur) |
| Isa 49' Ali 54' | (Report) | Choe Chol-Man 28' Kim Chol-Ho 43' An Chol-Hyok 90' | Bahrain National Stadium, Manama diváci: 3 000 rozhodčí: Shamsul Maidin (Singapur) |

## Baráž o 5. místo
| 8. října 2005 17:05 |          |            |                                                                                 |
| Uzbekistán          | 1 – 1    | Bahrajn    | Pakhtakor Stadium, Taškent diváci: 55 000 rozhodčí: Massimo Busacca (Švýcarsko) |
| Shatskikh 19'       | (Report) | Yousef 17' | Pakhtakor Stadium, Taškent diváci: 55 000 rozhodčí: Massimo Busacca (Švýcarsko) |

| 12. října 2005 22:00 |          |            |                                                                                |
| Bahrajn              | 0 – 0    | Uzbekistán | Bahrain National Stadium, Manama diváci: 25 000 rozhodčí: Graham Poll (Anglie) |
|                      | (Report) |            | Bahrain National Stadium, Manama diváci: 25 000 rozhodčí: Graham Poll (Anglie) |

Konečné skóre dvojzápasu bylo 1:1.  Bahrajn postoupil díky více vstřeleným gólům na hřišti soupeře do mezikontinentální baráže proti čtvrtému celku zóny CONCACAF.